# Dorfromantik
Dorfromantik ist ein Aufbauspiel des Berliner Studios Toukana Interactive.

## Spielinhalt
Im Spiel Dorfromantik baut der Spieler eine Landschaft, indem er sechseckige Plättchen aneinander legt. Die Spielmechanik ähnelt dem analogen Legespiel Carcassonne. Dem Spieler steht eine begrenzte Anzahl von zufälligen Karten zur Verfügung, die er aneinander legen muss. Jede der Karten symbolisiert eine oder mehrere Geländearten wie etwa „Dorf“, „Wald“ oder „Fluss“. Der Spieler zieht die Plättchen von einem Stapel und muss sie rotieren und möglichst passend aneinander legen. Der Spieler erhält Punkte und zusätzliche Plättchen, indem er möglichst viele Plättchen mit zueinander passenden Kanten aneinander legt. Zudem bekommt er regelmäßig Aufgaben, wie etwa das Bauen eines Dorfes einer bestimmten Größe oder Flusses einer bestimmten Länge. Diese werden bei erfolgreichem Abschluss mit weiteren Plättchen belohnt. Das Spiel endet, sobald der Spieler alle zur Verfügung stehenden Plättchen ausgelegt hat.
Dorfromantik ist ein reines Einzelspielerspiel.

## Entwicklung
Dorfromantik wurde von den vier Studenten Luca Langenberg, Sandro Heuberger, Timo Falcke und Zwi Zausch der Hochschule für Technik und Wirtschaft Berlin entwickelt. Das Medienboard Berlin-Brandenburg förderte die Entwicklung des Spiels mit einem Zuschuss in Höhe von 110.000 Euro.
Das Spiel wurde am 25. März 2021 auf der Plattform Steam als Early-Access-Titel veröffentlicht. Der endgültige Release der Vollversion erfolgte am 28. April 2022. Am 29. September 2022 folgte eine Umsetzung für Nintendo Switch. Die Version für die Switch ist seit dem 21. März 2024 auf 4.000 Exemplare limitiert als physische Version bei Super Rare Games erhältlich.
Anfang Mai 2025 wurden Umsetzungen für die PlayStation 4, PlayStation 5, Xbox One und Xbox Series angekündigt, die am 14. August 2025 erscheinen sollen.

## Rezeption
Dorfromantik wurde in der Presse positiv rezipiert. Der Spiegel empfiehlt Dorfromantik für „Fans von Aufbauspielen, die sich gern der Idylle von satten Landschaften und pittoresken Dörfern hingeben, ohne sich zu stressen“. In der Zeitung Die Zeit lobt Henrik Oerding das Spiel und schreibt, der Erfolg des Spiels beruhe auf der „quasi zen-buddhistischen Ruhe“, die es ausstrahle. Für die PC Games äußerte sich Matthias Dammes zurückhaltender: „Vielleicht kein Dauerbrenner, aber doch ein schickes Studentenprojekt.“ Michael Graf von der GameStar hingegen lobte das Spiel: „Sieht aus wie der kleine Bruder von Siedler von Catan, ist aber ein fesselndes Puzzlespiel.“ Der Spieleratgeber-NRW urteilt: „Die geringen Einstiegshürden, die Brettspiel-Ästhetik und die idyllische Atmosphäre machen den Titel für eine breite Zielgruppe, unabhängig von Alter und Geschlecht, ansprechend und interessant.“

„Die hübsche Aquarell-Grafik und die dezente Audiokulisse sorgen für ‚Dorfromantik‘ pur. […] Toukana hat aus dem Nichts den perfekten Zeitfresser als Abwechslung vom stressigen Alltag geschaffen.“

Dorfromantik war in drei Kategorien für den Deutschen Computerspielpreis 2021 nominiert (Bestes Familienspiel, Bestes Gamedesign sowie Bestes Debüt). Die Nominierung lobt insbesondere „[d]ie geringen Einstiegshürden, die Brettspiel-Ästhetik und die harmonische Atmosphäre“; das Spiel sei „sehr ästhetisch, kreativ gestaltet und biete Nähe zur Natur“. Das Spiel gewann letztendlich in den Kategorien Bestes Gamedesign und Bestes Debüt. Beim Deutschen Entwicklerpreis 2021 gewann Dorfromantik als bestes Deutsches Spiel. Im selben Jahr belegte das Spiel beim Kindersoftwarepreis Tommi den zweiten Platz unter den PC-Spielen.

## Brettspiel
2022 erschien bei Pegasus Spiele Dorfromantik: Das Brettspiel. Verantwortlich für die Brettspiel-Adaption waren Lukas Zach und Michael Palm. Es wurde am 16. Juli 2023 als Spiel des Jahres 2023 ausgezeichnet.